# Som de Adoradores
Som de Adoradores é um álbum ao vivo de Aline Barros lançado em 2004, sendo o primeiro pela gravadora MK Music. 
Foi gravado na Comunidade Internacional Zona Sul nos dias 21 e 22 de agosto de 2004, com produção de Rogério Vieira, responsável por onze canções, e Kleber Lucas, que produziu as três restantes. Todas as faixas do disco obtiveram êxito, sendo reproduzidas nas rádios e cantadas nas igrejas do Brasil e do exterior.
É um dos álbuns mais vendidos da cantora, ultrapassando 500 mil cópias, sendo certificado pela ABPD como Disco de Diamante em 2007, entregue no programa do apresentador Raul Gil.  A obra recebeu ainda uma indicação ao Grammy Latino, na categoria de Melhor Álbum de Música Cristã em Língua Portuguesa. 
Em 2005, recebeu um registro em DVD na Via Show, certificado como DVD de Diamante.
| Críticas profissionais | Críticas profissionais |
| Avaliações da crítica  | Avaliações da crítica  |
| Fonte                  | Avaliação              |
| ---------------------- | ---------------------- |
| O Propagador           | [ 6 ]                  |
| Super Gospel           | (favorável)            |
| Casa Gospel            | (favorável)            |

Eleito pelo portal cristão O Propagador como o 9° melhor álbum de 2004.

## Faixas
| Som de Adoradores |                                           |                                           |         |  |
| N.º               | Título                                    | Compositor(es)                            | Duração |  |
| 1.                | "Rei Meu"                                 | Marcus Salles                             | 4:20    |  |
| 2.                | "Sonda-me, Usa-me"                        | Aline Barros, Edson Feitosa e Ana Feitosa | 6:23    |  |
| 3.                | "Apaixonado"                              | Kleber Lucas                              | 3:24    |  |
| 4.                | "Bem-Aventurado (Blessed)"                | Hillsong / Versão: Aline Barros           | 6:11    |  |
| 5.                | "Vento do Espírito"                       | Emerson Pinheiro                          | 5:01    |  |
| 6.                | "Santidade"                               | Davi Fernandes                            | 5:59    |  |
| 7.                | "Águas do Trono"                          | Liz Lanne                                 | 4:53    |  |
| 8.                | "Te adorar é o Meu Prazer"                | Daniel                                    | 6:30    |  |
| 9.                | "Aleluia"                                 | Kleber Lucas, Val Martins e Aline Barros  | 3:18    |  |
| 10.               | "Correr para Deus"                        | Emerson Pinheiro                          | 4:36    |  |
| 11.               | "Ao Erguermos as Mãos (It Is You)"        | News Boys / Versão: Julia Peixoto         | 6:52    |  |
| 12.               | "Amado da minh'alma"                      | Davi Fernandes e Nicolas                  | 4:49    |  |
| 13.               | "Casa de Deus"                            | Aline Barros e Marcelo Manhães            | 5:36    |  |
| 14.               | "Tudo é Diferente (Now That You're Near)" | Hillsong / Versão: Aline Barros           | 4:01    |  |
| Duração total:    | Duração total:                            | Duração total:                            | 73:59   |  |

## Clipes
- "Sonda-me, Usa-me"

## Mini Clipes
- "Ao Erguermos A Mãos"
- "Amado da Minha Alma"
- "Apaixonado"
- "Santidade"

## Ficha Técnica
- Gravado ao vivo na Comunidade Internacional da Zona Sul nos dias 21 e 22 de agosto de 2004
- Técnico de PA: Sérgio Rocha
- Técnico de monitor: Zezinho
- Técnico de mixagem: Edinho
- Back-vocal: Robson Olicar, Wagner Mocasy, Rosana Olicar, Lilian Azevedo, Janeh Magalhães, Fael Magalhães e Ítalo Santos
- Fotos de estúdio: Sérgio Menezes
- Fotos ao vivo: Samuel Santos
- Criação de capa: MK Publicitá

Músicas 1, 2, 4, 5, 6, 8, 10, 11, 12, 13 e 14:
- Produtor musical e arranjador: Rogério Vieira
- Técnicos de gravação: Edinho e Carlson Barros
- Teclado, pianos, loops e cordas: Rogério Vieira
- Guitarras: Sérgio Knust e Silas Fernandes
- Violão: Marcelo Horsth
- Baixo: Marcos Natto
- Bateria: Ramon Montanhaur

Músicas 3, 7 e 9:
- Produção musical: Kleber Lucas
- Pré-produção no Kleber Lucas Studio
- Técnico de gravação: Val Martins
- Piano, percussão, teclados e programação: Val Martins
- Violões e guitarras: Sérgio Knust
- Baixo: Rogério dy Castro
- Bateria: Sérgio Melo

## Certificações
| País   | Empresa | Certificação | Vendas    |
| ------ | ------- | ------------ | --------- |
| Brasil | ABPD    | Ouro         | + 100.000 |
| Brasil | ABPD    | Platina      | + 200.000 |
| Brasil | ABPD    | 2× Platina   | + 300.000 |
| Brasil | ABPD    | 3× Platina   | + 400.000 |
| Brasil | ABPD    | Diamante     | + 500.000 |

## Faixas do DVD
1. Rei Meu
2. Apaixonado
3. Aleluia
4. Águas do Trono
5. Casa de Deus
6. Santidade
7. Bem-Aventurado
8. Medley (Derrama/Faz Chover/Consagração/Aclame ao Senhor)
9. Te Adorar é o meu Prazer
10. Amado da Minh'Alma
11. Vento do Espírito
12. Ao Erguermos as Mãos
13. Correr para Deus
14. Sonda-me, usa-me
15. Tudo é Diferente
16. Apaixonado (Bis)